# Synochodaeus modestus
Synochodaeus modestus es una especie de coleóptero de la familia Ochodaeidae.

## Distribución geográfica
Habita en Namibia y Sudáfrica.